# 马里奥·阿尔贝蒂尼
马里奥·阿尔贝蒂尼（義大利語：Mario Albertini，1885年—？），意大利男子赛艇、游泳运动员。他曾代表意大利参加1907年欧洲赛艇锦标赛，获得男子四人单桨有舵手银牌。